# Recital 64 (album)
Recital 64 (2006) je album zachycující na 2 CD kompletní záznam ze stejnojmenného divadelního pásma Jiřího Suchého a Jiřího Šlitra. Záznam pochází ze soukromého archivu Bohumila Palečka, remasteroval jej Norbi Kovács. Editorem je Lukáš Berný, stejně jako tří dalších alb vydaných ve stejné době: Benefice, Jonáš a dr. Matrace a Dr. Johann Faust, Praha II., Karlovo nám. 40.
Záznam pásma je kompletní kromě poslední scény rozloučení Jiřího Suchého s publikem a úvodu skladby Klokočí, které se nedochovaly. Jako bonus jsou na závěr přiloženy vzpomínky Vlasty Kahovcové.

## Seznam stop

### CD 1
1. Blues touhy po světle
2. Úvod Jiřího Suchého
3. Dívka, kterou zkazil svět
4. Půl párku
5. Blues o stabilitě
6. Úvod Jiřího Šlitra
7. Klokočí
8. Představení skupiny Jiřího Bažanta
9. V kašně
10. Černá vrána
11. Není-li tu ta
12. Množení
13. Študent s rudýma ušima
14. Labutí píseň

### CD 2
1. Intro skupiny J. Bažanta
2. Modrá nálada
3. Tento tón mám rád
4. Už dávno nejsem dítě
5. Jiří Šlitr o pultu osobnosti
6. Pramínek vlasů
7. Souboj dvou nejlepších zpěváků
8. Oči sněhem zaváté
9. Bassin Street Blues
10. Anna von Cléve
11. Kdybych byla andělem
12. Zvuky slovenského pralesa
13. Big Bad John
14. Len túto noc
15. Tulipán
16. Golem
17. Morality
18. Klementajn
19. Vzpomínky Vlasty Kahovcové – bonus